# 159 هـ
159 هـ هي سنة في التقويم الهجري امتدت مقابلةً في التقويم الميلادي بين سنتي 775 و776.

## مواليد
- طاهر بن الحسين
- الجاحظ
- أبو بكر بن أبي شيبة

## وفيات
- ابن الجصاص
- ابن أبي ذئب
- يونس بن يزيد الأيلي